# Hans Kuhn (filoloog)
Hans Kuhn (Minden, 13 juli 1899 - Kiel, 8 oktober 1988) was een Duitse Scandinavist en germaans mediëvist. Bij zijn dood was hij professor emeritus aan de Universiteit van Kiel. 

## Leven
Na zijn studie en promotie was Kuhn eerst leraar op een gymnasium. Hij was onder meer rector van een Berlijns gymnasium. In 1931 habiliteerde hij aan de Universiteit van Marburg onder begeleiding van Karl Helm en bleef aan deze universiteit verbonden. Na de machtsovername door de nazi's ondertekende Kuhn de eed van trouw van de Duitse universiteiten en hogescholen aan Adolf Hitler. 
In 1938 werd hij professor aan de Universiteit van Leipzig en in 1941 aan de universiteit van Berlijn, de huidige Humboldtuniversiteit. Vanaf 1946 tot aan zijn emeritaat in 1964 was hij hoogleraar Scandinavistiek aan de Universiteit van Kiel.

## Werk
Kuhn produceerde uiteenlopend wetenschappelijk werk in de Germaanse filologie en de zogenaamde Germanische Altertumskunde (Germaanse oudheidkunde). 
Van bijzonder belang is de hypothese over het bestaan van een noordwestblok ("Völker zwischen Germanen und Kelten"), die hij in 1959 naar voren bracht. Hij baseerde zich op vergelijkingen van plaats- en persoonsnamen en ander taalkundig bewijs. Deze noordwestblok-hypothese ontketende een brede wetenschappelijke discussie.  
Daarnaast spande Kuhn zich in om het wetenschappelijk werk toegankelijk te maken voor een breder publiek. Een voorbeeld hiervan is de nieuwe uitgave in 1966 door de Eugen-Diedrichs uitgeverij van de serie Thule–Nordische Sagabibliothek waaraan hij in 1971 het deel Das alte Island en bewerkingen van de Edda toevoegde. 
Na de oorlog was Hans Kuhn een criticus van het geromantiseerde beeld van de Germanen, dat door de nazi's ideologisch gebruikt was. Hij voerde hier een fel wetenschappelijk debat over met Otto Höfler.
Belangrijke studenten van Kuhn zijn Klaus von See en Dietrich Hofmann.
Sinds 1943 was Kuhn lid van de Pruisische Academie van Wetenschappen.

## Publicaties
- Vor- und frühgermanische Ortsnamen in Norddeutschland und den Niederlanden. In: Westfälische Forschungen. Band 12, 1959, blz. 5–44.
- met Rolf Hachmann, Georg Kossack: Völker zwischen Germanen und Kelten. Wachholtz, Neumünster 1962.
- Gustav Neckel (Uitg.): Edda. Die Lieder des Codex Regius nebst verwandten Denkmälern.
  - Band I: Text. Vierte, umgearbeitete Auflage. von Hans Kuhn bearbeitet. Winter, Heidelberg 1962.
  - Band II: Hans Kuhn: Kurzes Wörterbuch. Dritte umgearbeitete Auflage des kommentierenden Glossars. Winter, Heidelberg 1968.
- Das alte Island. Diederichs, Düsseldorf/Köln 1971, ISBN 3-424-00403-0.